# Lac de Lahazère
Le lac de Lahazère est un  lac pyrénéen français situé administrativement dans la commune de Sazos dans le département des Hautes-Pyrénées, dans le Lavedan en Occitanie.
Le lac a une superficie de 0,7 ha pour une altitude de 2 412 m, il atteint une profondeur de 5 m.

## Géographie
Le lac de Lahazère est  un lac naturel situé dans le vallon de Labassa dans l’enceinte de la vallée de Luz-Saint-Sauveur.

### Topographie
| Soum de Bat Houradade (2 722 m)  | Lac de Pène (2 399 m) | Soum d'Eres Blanques (2 375 m) |
| Pointe Nord des Agudes (2 708 m) | lac de Lahazère       |                                |
|                                  | Lac Grand d'Ardiden   | Lac de Cantet                  |

### Hydrographie
Le lac a pour émissaire le Ruisseau de Bernazau, affluent du Gave de Gavarnie qui fait partie du réseau hydrographique de l'Adour.

### Géologie
Le lac de Lahazère est un lac glaciaire de montagne, dont la formation se passe en trois étapes majeures :
1) À l'Éocène vers −40 Ma se forme la chaîne des Pyrénées à la suite de la remontée vers le nord de la plaque africaine qui entraîne avec elle la plaque ibérique. Cette dernière glisse alors sous la plaque eurasiatique située plus au nord, ce qui entraîne le plissement, le relèvement et le charriage des couches géologiques de la croûte terrestre.
2) À partir du Pliocène puis surtout du Pléistocène, de −5 Ma à −10 000 ans, un refroidissement général du climat entraîne la formation de glaciers et d'une érosion glaciaire (vallées, cirques, moraines, ombilics, etc) dans toute la chaîne des Pyrénées.
3) Depuis l'Holocène, à partir de −10 000 ans, un redoux climatique entraîne la disparition des glaciers et la formation dans leur sillage de nombreux lacs glaciaires qui sont de deux sortes :
- le lac de verrou qui se forme dans un ombilic glaciaire formant un creux naturel et terminé par un verrou glaciaire rocheux.
- le lac de moraine qui se forme derrière une moraine agissant comme un barrage naturel.

## Faune et flore
La végétation autour du lac est caractéristique d'un étagement altitudinal de type alpin.

## Protection environnementale
Le lac fait partie d'une zone naturelle protégée, classée ZNIEFF de type 2 : Vallées de Barèges et de Luz.

## Voies d'accès
Le lac de Lahazère est accessible par le versant nord depuis la station de ski de  Luz-Ardiden par le col de Bat Houradade.

Sur le versant sud, depuis l'itinéraire du lac Grand d'Ardiden. Par le versant est, depuis Sazos par le hameau de Bernazau.